# Ácido benzoico
El ácido benzoico es un ácido carboxílico aromático que tiene un grupo carboxilo unido a un anillo fenílico. En condiciones normales se trata de un sólido incoloro con un ligero olor característico. Es poco soluble en agua fría pero tiene buena solubilidad en agua caliente o disolventes orgánicos.

## Síntesis
En la síntesis más sencilla el benceno se hace reaccionar mediante una alquilación Friedel-Crafts con un halogenuro de metilo en presencia de AlCl3 generándose como producto de la reacción tolueno. Posteriormente el tolueno se oxida con permanganato de potasio en medio alcalino dando como productos principales benzoato de potasio (soluble) y dióxido de manganeso (insoluble). Luego de filtrar, se acidifica la fase acuosa y se obtiene el ácido benzoico como un precipitado de color blanco.
También puede ser producido por la oxidación del alcohol bencílico.

## Reacciones
Por encima de los 390 °C se descompone en dióxido de carbono y benceno en una reacción de descarboxilación. Esta reacción se ha utilizado antiguamente para obtener muestras de benceno muy puro.
El calor de combustión del ácido benzoico es de -3228 kJ/mol.

### Formación de cloruros de ácido
En presencia de pentacloruro de fósforo (PCl5) o cloruro de tionilo (SOCl2) se transforma en el cloruro de benzoílo que se utiliza a menudo como derivado activado en la formación de los ésteres.

## Aplicaciones
Es un conservante utilizado tanto como ácido como en forma de sus sales de sodio, de potasio o de calcio.
El ácido benzoico y sus derivados sólo se pueden utilizar para conservar alimentos con un pH ácido. Protege sobre todo contra el moho (también las variantes que producen las aflatoxinas) y fermentaciones no deseadas, a veces se utiliza conjuntamente con el dióxido de azufre (SO2) o los sulfitos para atacar un espectro más amplio de microorganismos.
También es producto de partida en la producción de ésteres del ácido benzoico que se utilizan en perfumería.
Algunos ésteres con alcoholes de cadena más larga se utilizan también para ablandecer plásticos como el PVC.
El peróxido del ácido benzoico se utiliza como iniciador de reacciones radicalarias.
Se usa para condimentar el tabaco, para hacer pastas dentífricas, como germicida en medicina y como intermediario en la fabricación de plastificantes y resinas.
Los productos enlatados usan ácido benzoico derivado del tolueno como conservante.

## Toxicología
En personas sensibles, se pueden producir reacciones alérgicas. En estos casos, se desaconseja el consumo de alimentos que pueden contener ácido benzoico.
Especialmente si se ha detectado una sensibilidad al ácido acetilsalicílico, hay que tener cuidado. En combinación con ácido ascórbico (E300), se puede formar benceno, un hidrocarburo altamente cancerígeno. También, la presencia de E220 (dióxido de azufre y sus derivados), colorantes artificiales diazoicos, ácido salicílico, etc., pueden aumentar los riesgos.
No se deben dar alimentos con contenido de ácido benzoico a las mascotas. Ya en pequeñas dosis, puede resultar letal para los gatos.[cita requerida]
Actualmente se intenta sustituir el ácido benzoico y sus derivados por conservantes menos peligrosos.

## Presencia en la naturaleza
El ácido benzoico se puede encontrar en las resinas y bálsamos de benjuí, de Tolú y del Perú.